# Folclore de Chile

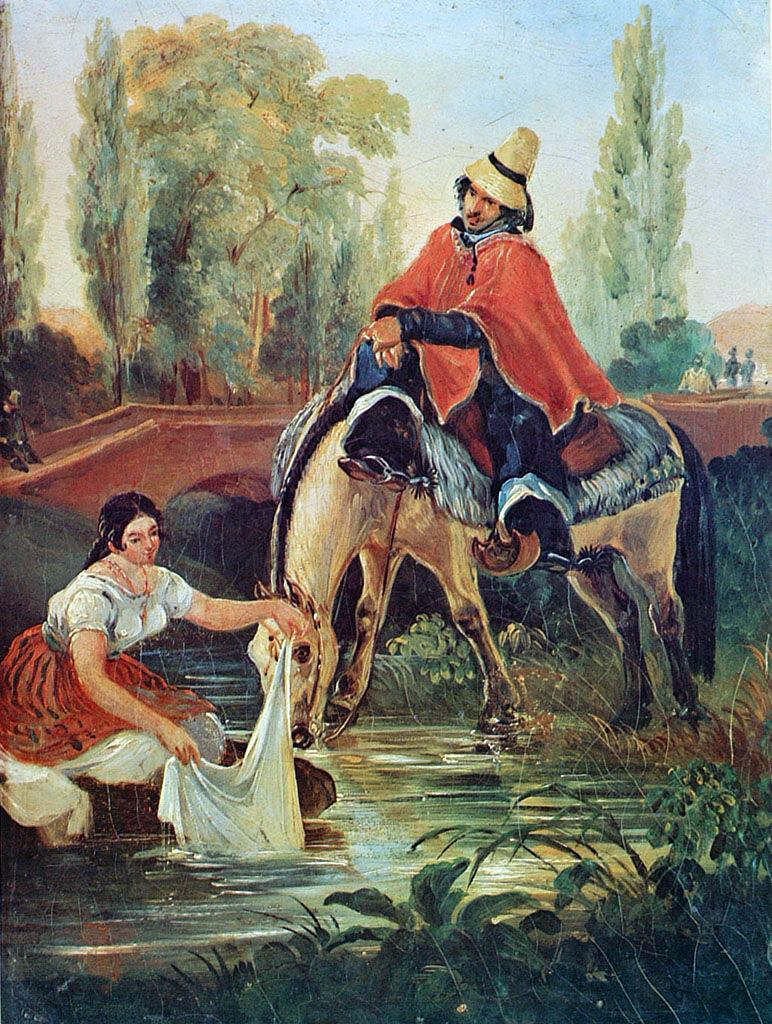
El huaso y la lavandera, por Mauricio Rugendas (1835).

Se entiende por folklore (o folclor) de Chile al conjunto de artesanías, bailes, chistes, costumbres, cuentos, historias orales, leyendas, música, proverbios, supersticiones y demás, común al país de Chile, incluyendo sus tradiciones que se dan a lo largo del territorio nacional, así como también el estudio de estas materias.[cita requerida]
Por las características culturales y demográficas de ese país, es el resultado del mestizaje producido de elementos europeos con elementos indígenas durante el periodo de La Colonia. Debido a razones culturales e históricas, las expresiones culturales varían notoriamente en diferentes zonas del país, por ello se clasifican y distinguen cinco grandes zonas en el país: Zonas norte grande, norte chico, central, sur y austral.
La zona norte se caracteriza por diversas manifestaciones culturales que combinan la influencia de los pueblos indígenas andinos con la de los conquistadores hispanos y los esclavos , a las que se suma la importancia de las festividades y tradiciones religiosas, destacándose las diabladas y la Fiesta de La Tirana.
La zona central se identifica principalmente con las tradiciones rurales del campo chileno y la denominada cultura huasa, que se extiende entre las regiones de Valparaíso y del Biobío, mayoritariamente. Como en esta región geográfica se concentra la mayor parte de la población chilena, se considera tradicionalmente la principal identidad cultural del país y se exterioriza a mediados de septiembre, durante la celebración de Fiestas Patrias. El folclore de la zona central de Chile es de una raigambre predominantemente española, la que se manifiesta en su música (cuecas, tonadas, payas, estas últimas de origen exclusivamente español), los instrumentos musicales utilizados (guitarras, arpas, acordeón), la tradición oral (refranes, cuentos, poesía) y en el vestuario utilizado (que en los huasos es principalmente de origen andaluz). Todo lo anterior se explica debido a que los pueblos indígenas y su cultura ancestral desaparecieron de la Zona Central de Chile a comienzos del siglo XVIII.
En la zona sur, la cultura mapuche y las tradiciones de la hacienda dominan en La Araucanía, mientras que la influencia alemana es preponderante en las cercanías de Valdivia, Ranco, Osorno y Llanquihue. Por otro lado, en el archipiélago de Chiloé se generó una cultura con su propia mitología, originada por el sincretismo de las creencias indígena y española.
La zona austral ha generado una identidad propia influenciada por los inmigrantes, tanto de Chiloé y del centro del país, como de la ex-Yugoslavia, y la cultura de los gauchos y que en Magallanes se caracteriza por un marcado regionalismo.
La identidad cultural de la isla de Pascua es única debido al desarrollo de una cultura polinésica desde tiempos inmemoriales completamente aislada por varios siglos.
En 2007, el gobierno estableció el 22 de agosto como el «Día nacional del Folclore». Sin embargo, desde 2008, el mismo gobierno ha observado esta efeméride el 4 de octubre.

## Estudios del folklore en Chile

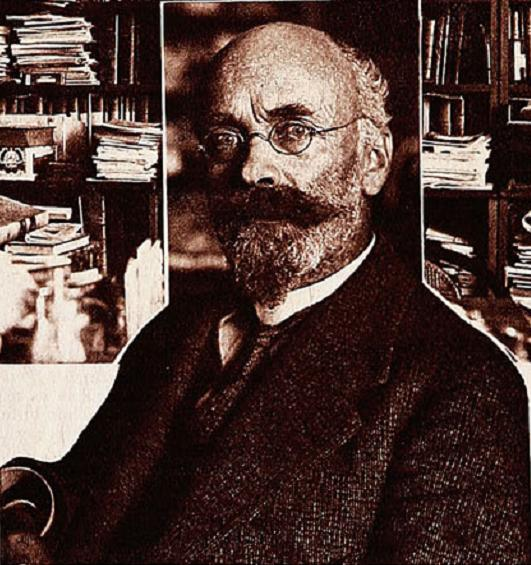
Rodolfo Lenz en 1915.

El estudio del folklore en Chile se desarrolló de manera sistemática ya desde fines del siglo XIX, principalmente por la influencia germana de autores como Herder o los Hermanos Grimm. En esta labor de recopilación de las tradiciones populares del pueblo chileno y de los pueblos originarios, destacaron de manera fundamental, no solo en el estudio del folklore nacional, si no además de Iberoamérica, entre otros, Ramón Laval, Julio Vicuña, Rodolfo Lenz, José Toribio Medina, Tomás Guevara, Félix de Augusta, Aukanaw. En conjunto generaron un importante corpus documental y crítico en torno a la literatura oral (cuentos, poesía, refranes, etc.), las lenguas autóctonas, los dialectos regionales y las costumbres campesinas e indígenas. Publicaron, principalmente durante las primeras décadas del siglo XX, estudios lingüísticos y filológicos, diccionarios, estudios comparativos entre los folklores nacionales de iberoamerica, rcopilaciones de cuentos, poesía, tradiciones religiosas, etc. 
En 1909, por iniciativa de Ramón Laval, Julio Vicuña Cifuentes y el erudito y lingüista alemán naturalizado chileno Rodolfo Lenz, se fundó la Sociedad del Folklore Chileno, la primera de su tipo en América, que dos años después se fusionaría con la recién creada Sociedad Chilena de Historia y Geografía.

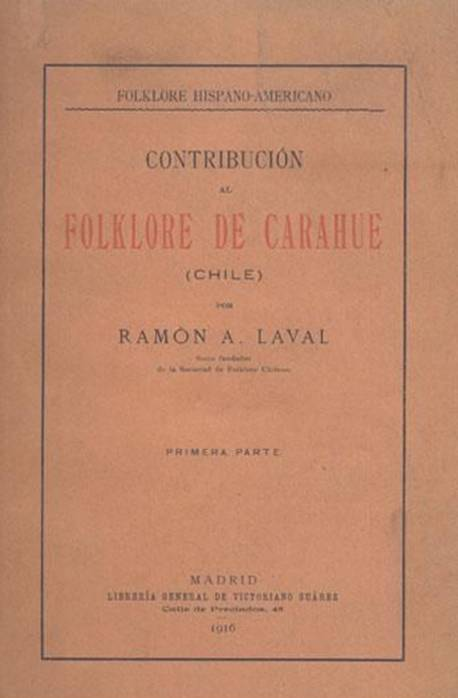
Contribución al folklore de Carahue, Ramón Laval Alvial, 1916.

Rodolfo Lenz, lingüista, filólogo, lexicógrafo y folclorista alemán naturalizado chileno, fue desde su llegada al país en 1890, una pieza fundamental por su labor pionera en el estudio del castellano chileno, el mapudungun, la poesía popular y el folklore. Es considerado hoy como una de las máximas autoridades en el conocimiento del mapudungun de fines del siglo XIX y principios del XX. En el mismo año de 1893, publicó su artículo Beiträge zur Kenntnis des Amerikanospanischen ('Contribución para el conocimiento del español de América'). En ese trabajo, Lenz, después de analizar la evolución demográfica y la historia cultural chilena, describió los sistemas fonológicos del idioma mapuche y los del español de Chile señalando más de diez rasgos que, a su juicio, distinguen el español de Chile del resto de los dialectos españoles, y que son resultantes de la influencia del sustrato sobre el español hablado en dicho país. Además, compuso un Diccionario etimológico de las voces chilenas derivadas de lenguas indígenas (1905-1910). En el terreno del folclore chileno también fue su labor pionera, publicando en 1894 el primer trabajo conocido sobre la Lira Popular y estimulando la formación de un equipo de jóvenes folcloristas que constituyeron la primera generación en los estudios sobre las culturas populares. Entre sus discípulos destacaron Ramón Laval Alvial y Julio Vicuña Cifuentes, que recopilaron en las dos primeras décadas del siglo XX un valioso material sobre tradiciones mágicas y religiosas de los sectores populares, el romancero, la poesía popular, adivinanzas, refranes, mitos y leyendas tradicionales. A Lenz se debe, además, la Colección de Poesía Popular del Siglo XIX y el importante artículo "Sobre Poesía Popular", impreso en Santiago de Chile en 1919. La influencia de sus principios y métodos en la Pedagogía alcanzó a todas las ramas de la investigación.
Ramón Laval fue también uno de los folkloristas chilenos preponderantes de principios del siglo XX. Su destacó por el detallado trabajo de campo que él hizo en zonas rurales tales como Carahue, situada al sur de Chile, y por la erudición con que comparó diferentes manifestaciones de la cultura popular con sus equivalentes europeos. Entre sus obras destacaron: Del latín en el folklore chileno (1910), Oraciones, ensalmos y conjuros (1910), Cuentos chilenos de nunca acabar (1910), Contribución al folklore de Carahue (1916), Tradiciones, leyendas y cuentos recogidos de la tradición oral de Carahue (1920), Paremiología chilena (1923), Cuentos populares en Chile (1923) y Cuentos de Pedro Urdemales (1925), entre otros.
Más tarde en 1943 el folclorólogo, escritor y gestor cultural Oreste Plath  crea y es vicepresidente de la Asociación Folklórica Chilena (actualmente Sociedad de Folclor Chileno). Así fue como la primera sesión se realizó el 3 de febrero del mismo año en dependencias del Museo Histórico Nacional (ubicada en el edificio de la Biblioteca Nacional, Moneda 610). [Desde septiembre de 1982, se encuentra ubicado en Plaza de Armas 951 en el antiguo edificio de la Real Audiencia].
Con asistencia de: Aureliano Oyarzún Navarro, Ismael Edwards Matte, Domingo Santa Cruz, Oreste Plath, Ricardo Donoso, Raúl Silva Castro, Benedicto Chuaqui, Andrés Sabella, Carlos Lavín, Oscar Cortés, Humberto Grez, Leopoldo Pizarro, Vicente Reyes Covarrubias, Víctor Castro, Gualterio Looser, Luis Gómez Catalán, Alberto Ried Silva, Remigio Acevedo, Carlota Andrée, María Luisa Sepúlveda, Camila Bari de Zañartu, Emilia Garnham, Carlos S. Reed, Sady Zañartu, Juana Risi de Maldini, Josefa Turina, María Bichón, considerándose todos ellos socios y miembros fundadores.
Desde el 29 de enero de 2021 la Asociación Folklórica Chilena se reconstituyó como Sociedad de Folclor Chileno en la Ilustre Municipalidad de Estación Central.
Esta Sociedad de Folclor Chileno está presidida por el poeta Yvaín Eltit, José Manuel Cuadro e Igor Bernaola Mateluna (directores). Así como su consejo presidido por la hija de Oreste, la experta en arte y folclor, maestra Karen Plath Müller Turina.
Herederos del legado de Plath y de la Asociación Folklórica Chilena, asumen el quehacer de nuestras tradiciones y cultura popular con la misma impronta social que los caracterizó en el pasado.
Luego el 25 de marzo de este año se ha inaugurado de la Cátedra Hispanoamericana Oreste Plath, organizada por la Sociedad de Folclor Chileno junto a la Universidad de Talca, patrocinada por el Diario La Estrella de Valparaíso y la Embajada de España en Chile, para conmemorar los 25 años tras la partida de tan reputado folclorólogo, se da un nuevo inicio a los estudios del folclor en nuestro país.

## Música y danzas tradicionales de Chile

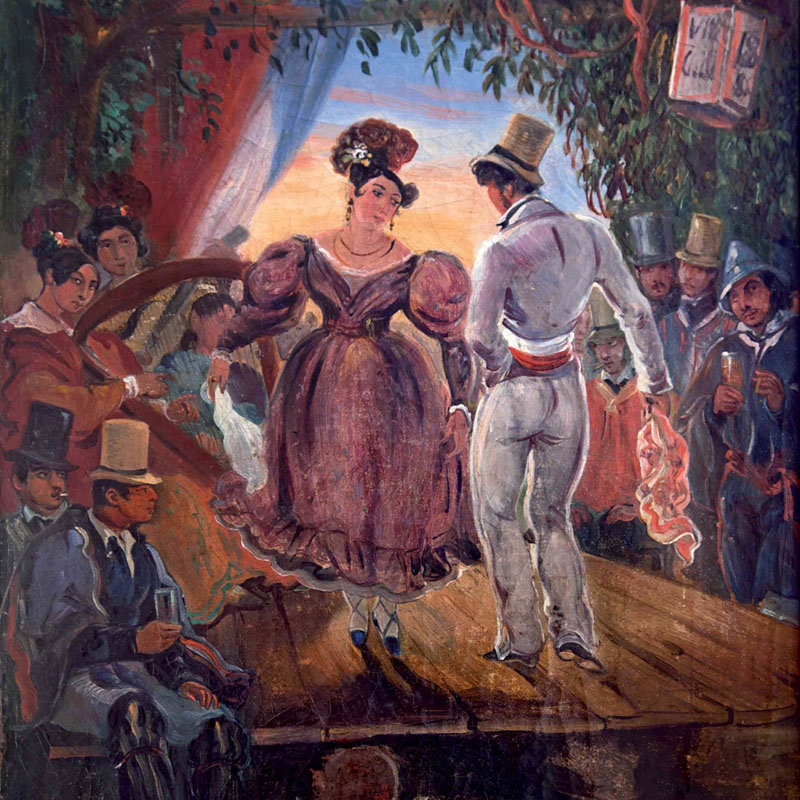
La cueca (Mauricio Rugendas, 1843).

De acuerdo al Diario de mi residencia en Chile en 1822 de Maria Graham, el compositor e investigador Pablo Garrido señala que «[e]n la casa de los Cotapos, donde [la escritora inglesa] se alojó en Santiago, [Graham vio] bailar minué, alemanda, cuadrilla, danzas españolas y cuando; el cuando y la zamba en un paseo a Ñuñoa; la campana (baile a solo, por un hombre) en un fundo de Angostura de Paine, y la patria a un grupo de muchachas campesinas en Melipilla».
Por su parte, el músico y compositor chileno de la época José Zapiola Cortés enumeró varias danzas en sus memorias Recuerdos de treinta años (1810-1840) (1872):

Los bailes que nosotros no hemos conocido; pero de que hemos oído hablar en nuestra niñez son, el paspié, el rigodon, etc. Hemos conocido el minuet, la alemanda, la contradanza, el rin, el churre, especie de gavota, el vals, la gavota i las cuadrillas introducidas en Chile el año de 1819. Como bailes a solo, el fandango i la cachucha, bailada i cantada por primera vez por oficiales i tropa del batallon de Talaveras.
Respecto a bailes de chicoteo, recordamos que por los años de 1812 i 1813 la zamba y el abuelito eran los más populares; ámbos eran peruanos.
San Martin, con su ejército, 1817, nos trajo el cielito, el pericón, la sajuriana i el cuando, especie de minuet 
Desde entónces, hasta hace diez o doce años, Lima nos proveía de sus innumerables y variadas zamacuecas, notables e injeniosas por su música, que inútilmente tratan de imitarse entre nosotros. La especialidad de aquella música consiste particularmente en el ritmo i colocacion de los acentos propios de ella, cuyo carácter nos es desconocido, porque no puede escribirse con las figuras comunes de la música.
La gavota, baile frances, entre dos personas, [...] estuvo mui de moda desde el año de 1823 hasta el 28 o 30 [...] (ortografía original).

- Cuecas
- Vals chilote
- Resfalosa
- Guaracha
- Danza franca
- Corrido
- Cachimbo (danza)
- Carnavalito
- Chapecao
- Porteña
- Pequén
- La Sirilla
- El Repicao
- La Polka
- La Mazurca
- El Aire
- El Costillar
- La Cuarteto
- La Mazamorra

### Bailes de la Zona Norte
En esta zona los bailes se caracterizan por ser de origen religioso y festivo. La música cumple un papel fundamental dentro de esta cultura que posee variadas fiestas tradicionales como el Miércoles de Ceniza, las Fiestas de la Cruz, Limpia de Canales, Fiestas de los Muertos y la más conocida la Fiesta de La Tirana. 
Entre los bailes de la zona norte se encuentran: el huayno, el cachimbo, el huachitorito, la cueca nortina, la cacharpaya, el carnavalito, el trote y las diabladas.

### Bailes de la Zona Central

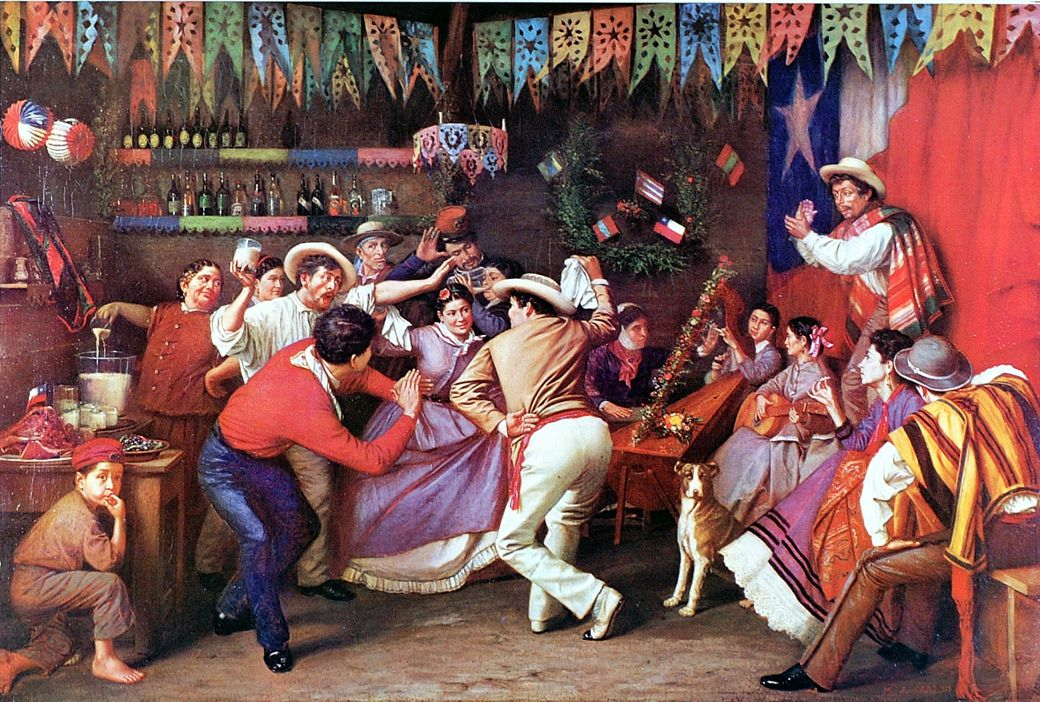
La zamacueca (Manuel Antonio Caro, 1873).

En la zona central del país, las expresiones folclóricas se vieron fuertemente influenciadas por la colonización española y allí se asentaron ciertas danzas tradicionales que persisten hasta el día de hoy. La cueca, consagrada como danza folclórica nacional, se practica en esta área asiduamente, mucho más que en todas las otras regiones, con la mayor penetración en los distintos estratos socioeconómicos y educacionales.
Otros bailes dignos de mención por su representatividad tradicional, aunque muy circunscritos a unas pocas localidades rurales, son el gato, la jota, la mazamorra, la mazurca, el pequén, la porteña, la resfalosa, el repicao, la sajuriana y el sombrerito. También son protagonistas de esta zona el correteado, las polcas y los valses, que si bien se folclorizaron más tarde que las anteriores, viven actualmente en campos y ciudades.
En estas regiones no se puede desconocer la presencia del folclore, por medio de los bailes, en las quintas de recreo y en las celebraciones más cotidianas, como los bautizos, cumpleaños, casamientos, funerales, onomásticos. Asimismo, en son de petición y agradecimiento en tiempos de vendimia, trabajos de siembra, cosecha, construcción de viviendas, entre otros.
Las fiestas más importantes en el campo de la zona central son el rodeo y la vendimia.
Durante gran parte de su historia, Chile no tuvo un baile oficial debido a la heterogeneidad de sus danzas tradicionales. La cueca fue oficialmente establecida como la danza nacional de Chile el 6 de noviembre de 1979.

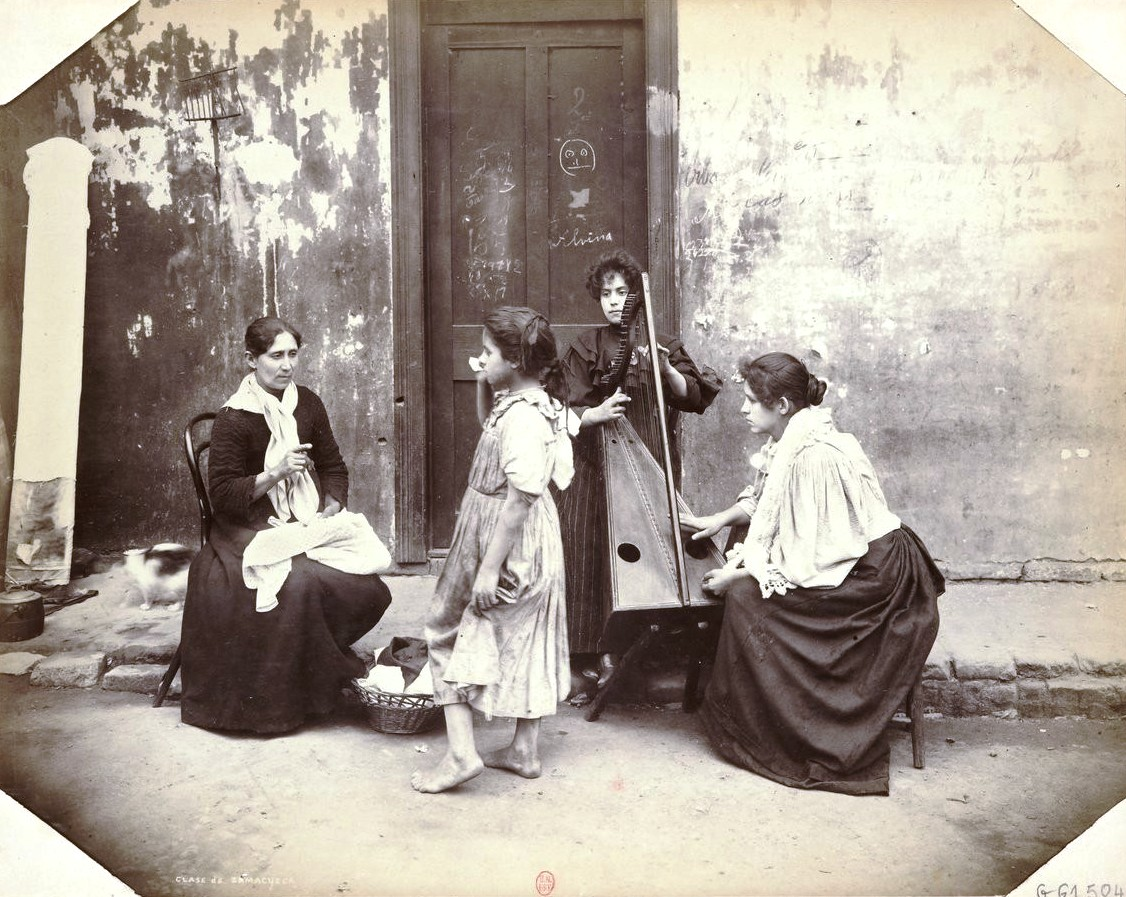
Clase de zamacueca a fines del.

Existen diferentes tipos de cuecas: Cueca brava; Cueca chilota; Cueca cómica; Cueca criolla; Cueca larga; Cueca nortina; Cueca porteña; o la Cueca robada.
Instrumentos musicales usados en el folklore de la zona central:
- Guitarra (cordófono). El más difundido de los instrumentos musicales tanto en Chile como en todos los países de habla hispana, como transcripción del griego Kithara. La española tenía seis cuerdas simples. La primitiva, en Chile, tuvo seis cuerdas dobles. Su caja de madera con boca circular en el centro y un mástil con traste, son unas de las características de la guitarra actual. Ningún instrumento musical se ejecuta tanto como la guitarra, seguida por el acordeón y diferentes tipos de sonajeros.

- Arpa (cordófono) . Es un instrumento folclórico y clásico, difundido durante el siglo pasado. Su sitio de expansión era entre Aconcagua y Ñuble, en la actualidad es usado mayoritariamente por conjuntos folclóricos. Es casi triangular y consta de tres elementos fundamentales: la caja de resonancia, la columna y la ménsula o clavijero que mantiene el encordado en tensión sobre la caja. Tiene entre 36 y 37 cuerdas. Existen en tamaño portátil confeccionadas por expertos artesanos. Existen arpas (arpín) más pequeñas, pero con la influencia del arpa paraguaya (preferida por la fabricación artesana en diseño y sonoridad) hoy en día el arpa chilena y los arpones han ido desapareciendo prácticamente.

- Guitarrón (cordófono). El Guitarrón Chileno es un multicordófono compuesto que posee 25 cuerdas, agrupadas en cinco órdenes principales sobre el diapasón y cuatro órdenes monocordales secundarios, fuera de él, llamados diablitos. Tiene una longitud de cuerdas que oscila entre 46 y 64 centímetros, forma de guitarra avihuelada, plano especular rectilíneo y puente de tracción, con alas en forma de volutas, junto a las cuales aparecen característicamente dos adornos llamados puñales. Estudios permiten asegurar que el origen de este instrumento es chileno, producto del ingenio del pueblo chileno. Se le utiliza básicamente en el Canto a lo Poeta.
- Charrango (cordófono). Es un instrumento típico del folclor chileno. Es una tabla de un metro o más de largo, por treinta y cinco o cuarenta y cinco centímetros de ancho, con un encordado fijo de alambre acerado muy delgado, que se estira mediante dos botellas de vidrio, corontas de choclo o piedras que se colocan en ambos extremos; lograda la tensión necesaria se le colocan dos trocitos de madera o clavos para evitar que se corran las botellas y pierda su armonía. Se toca con una manopla de metal entorchada con alambre. De este instrumento proviene la palabra "charranguear" usado en el campo para referirse al poco dominio de la guitarra o a la ejecución de ésta. Su dispersión geográfica comprende una zona que se extiende desde Valparaíso hacia el sur en el Biobío.
- Pandero (idiófono). El pandero se fabrica con una armazón hexagonal, a la cual se le remacha un parche o cuero muy delgado en uno de sus lados. Se le hacen unos calados en los costados de la armazón donde se le colocan chapas de latón o bronce, de formas semicóncavas para mayor sonoridad. La cubierta del parche se unta con pez de castilla o grasa de vacuno para ofrecer resistencia al pulgar durante el roce y lograr una mejor vibración del instrumento.
- Tormento (idiófono). El tormento de salón era una cajita de 30 centímetros de longitud por unos 20 centímetros de ancho y de 10 a 15 centímetros de altura, con cuatro patas plegables. Su cubierta superior estaba formada por una serie de tablitas sueltas engranadas en una especie de pestaña para que no se salieran. Para permitir mayor sonoridad no tenía cubierta inferior. En su interior tenía adosada una especie de sonajas de metal y se percutía encima de la cubierta con un palillo baqueta. El tormento actual, usado en chinganas y ramadas es de mayor tamaño. Mide entre 50 a 60 centímetros de longitud por unos 35 a 45 centímetros de ancho.
- Cacharaina (idiófono). Es una quijada de burro o mula a la que se le sueltan los molares y premolares. La superficie de la mandíbula se pinta y dibuja con temas llamativos como flores, hojas, etc. Su forma de ejecución es similar al Güiro tropical, o sea, rozando los dientes con un palito para producir el sonido. Pero su forma más frecuente es tomar la quijada con una mano empuñada en la parte más ancha, produciendo de esa manera una mejor resonancia de instrumento. En algunas partes del país es Carretilla, en la Isla de Pascua se le llama Kahuaha.

### Música y danzas de la Zona Sur
El sur de Chile es lluvioso y las actividades tradicionales predominantes son la agricultura y la ganadería. En la Región de La Araucanía, los bailes y cantos del pueblo mapuche tienen principalmente una función religiosa y se practican durante el guillatún. En muchos lugares de la zona sur se han perdido las características propias del folklore local y se emulan los bailes y cantos de zonas ubicadas en las proximidades de ellos. En numerosos lugares, la cueca a la manera de la zona central ha desplazado a todas las otras danzas.
Los alemanes que inmigraron a las provincias de Valdivia, Ranco, Osorno y Llanquihue introdujeron el acordeón, especialmente el cromático o de botones, que luego se extendió a todo el sur del país y se integró a la música ya existente.
En la costa de la provincia de Osorno existen bailes huilliches, cantados en chesungun (el dialecto local del mapudungun), como la sajuriana y la cueca huilliche. Los instrumentos más comunes de la música festiva son el bombo, la guitarra y el bandio.
En el Archipiélago de Chiloé el folklore también tiene características particulares, pues se mantuvieron con pocos cambios muchas tradiciones españolas y otras se mezclaron con las huilliches, dando lugar a formas de expresión nuevas. Durante la guerra de Independencia de Chile, en que Chiloé se mantuvo fiel a la Corona, los soldados realistas introdujeron a las islas bailes como el chocolate o el pericón que luego se transformó en pericona. Aparte de los bailes festivos, se tocan pasacalles durante las fiestas religiosas, acompañados siempre por guitarras, bombos y acordeones.
Entre los bailes de Chiloé se encuentran: el chocolate; el cielito; la cueca chilota; la nave; la pericona (de Llaullao, de Cucao, macho, de Calen); el rin; la sirilla; la trastrasera; la sajuria; el vals chilote.

### Bailes de la Zona Austral
En estas tierras quien domina es el gaucho y sus bailes, los cuales son tradicionales desde la provincia de Palena en la X Región de Los Lagos hasta Tierra del Fuego.
Estos son:
- Ranchera: deriva de la mazurca (un ritmo de origen polaco). En la forma de la danza, la pareja realiza sobrepasos al compás de 3/4. Coreográficamente marcan la figura de una rueda o una elipse, interrumpida a intervalos, de acuerdo a los cambios de velocidades o estribillos del tema.

- Vals: la danza del vals (sic, con e final) practicado en la parte oriental de Aysén (Coyhaique y alrededores), se diferencia del vals (europeo, chilote, peruano, etc.) porque los pasos son más cortos, aunque guarda muchísima semejanza en los giros y en la postura corporal de los danzarines.

- Polka criolla: el autor ha observado dos modalidades diferentes de ejecutarla: una muy vivaz, con pasos largos ( similar a las versiones argentinas y mexicanas) y otra muy sobria (semejante en el paso a una milonga porteña, pero difiere en los giros y se le agrega algunas figuras del pasodoble).

- Pasodoble: danza española, de compás binario, derivada de la marcha. En el acompañamiento musical, cuando hay más de una guitarra, se busca imitar los acordes de los instrumentos españoles.

- Chamamé: ritmo derivado del chamamé maceta (lento), oriundo de Corrientes, en el norte de Argentina. La danza en el paso difiere de la practicada en Corrientes y otras provincias argentinas.

### Bailes típicos de la Isla de Pascua
En la Isla de Pascua, el vestuario tradicional incluye el haku huru-huru (traje de plumas) y el haku kakaka (traje de fibra de plátanos), que son usados en fiestas tradicionales y en presentaciones folclóricas. El pareo, que es una prenda de tela estampada, es de uso generalizado en la isla, aunque corresponde a una reciente incorporación venida de Tahití.
En la Isla de Pascua se pueden apreciar bailes tanto religiosos como festivos. Los bailes típicos son:
- hoko
- sau-sau
- tamuré

Entre los instrumentos musicales usados, destacan la guitarra, el palo de agua y el tambor.

### Música folclórica de Chile

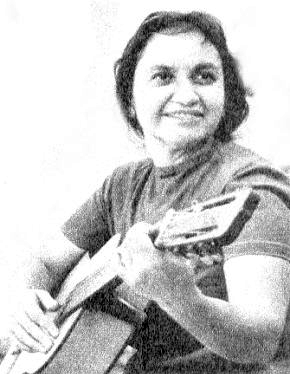
Violeta Parra, folclorista chilena.

La música folclórica de Chile se caracteriza por la mezcla de sonidos tradicionales aborígenes con aquellos traídos desde España. La cueca, danza nacional desde 1979, es un buen ejemplo de ello: tiene características propias dependiendo de la zona del país en que se representa. 
El folclore más tradicional ha sido ejecutado a través del tiempo por diversos artistas, destacando algunos como Silvia Infantas, Margot Loyola, Nicanor Molinare y conjuntos como Los de Ramón y Los Huasos Quincheros. Desde principios de los años 1960, con el llamado Neofolklore, y sobre todo durante los años 1970, con la llamada Nueva Canción Chilena, se produjo un resurgimiento de la música de raíz folclórica, con artistas que investigaron los orígenes musicales de su país y compusieron e interpretaron sus propios temas inspirados en estas investigaciones. De este movimiento destacan músicos como Víctor Jara, Patricio Manns, Violeta Parra y grupos como Illapu, Inti-Illimani, Los Jaivas . Quilapayún y .Nutuayn Mapu.  También se han encargado de difundir y mantener vivo el acervo musical chileno distintos grupos de danza, como el Bafona (Ballet Folclórico Nacional, 1965) y el Bafochi (Ballet Folclórico de Chile, 1987).

### Música autóctona o aborigen
Se denomina música autóctona o aborigen al folclore hecho y tocado por ciertas etnias culturales propias del país. En Chile, existe el ejemplo claro de los mapuches, para los que la música se usaba con propósitos religiosos o curativos (En rituales como el machitún). La música aborigen es la única proveniente solamente desde las primeras culturas americanas; no es música originada en Europa , como el resto, posterior al descubrimiento y conquista de América. Aun así, ha de recordarse que la influencia proveniente de España en este período determinó notablemente la mayoría de los instrumentos adoptados, como la guitarra, el acordeón, etc.

## Tradición literaria oral
Las tradiciones populares y folklóricas asociadas a la literatura oral (poesía, cuentos, adivinanzas, mitos, leyendas, etc.) son de una gran riqueza y varían de acuerdo a la zonas geográficas. Se distinguen por tanto las de origen criollo o mestizo, que se denominan genéricamente como "chilenas", o referentes a particularismos geográficos como la tradición chilota o la huasa, y las de origen indígena como lo son las tradiciones mapuche o selk´nam, entre otras.

### Leyendas, mitología y narraciones fantásticas

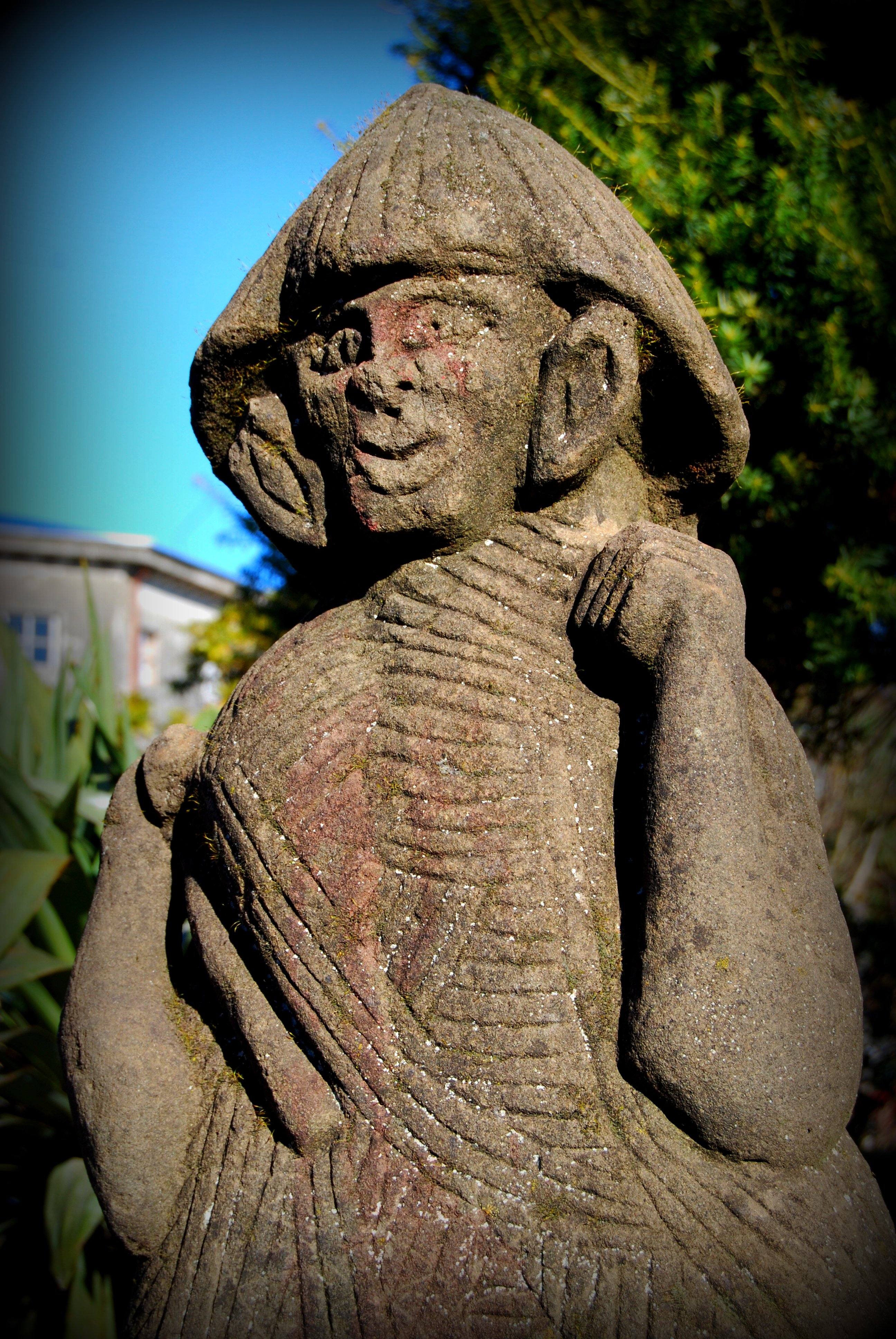
El Trauco, famoso personaje de la mitología chilota.

La mitología chilena es el nombre dado para designar al conjunto de mitologías y leyendas constituidas por tradiciones muy diversas  dentro del territorio de Chile que pertenecen al conjunto de las leyendas y la mitología sudamericana. Se caracteriza por haber adoptado una multitud de mitos y leyendas de las creencias de los pueblos indígenas del territorio chileno y otras de origen europeo, proveniente principalmente de los colonizadores españoles.
Esta variedad de fuentes de creencias, ha provocado en algunos casos que se produzca el sincretismo o la fusión de diferentes seres, provenientes de estos diversos orígenes mitológicos, lo que ha complementado y diferenciado a la mitología chilena.
Igualmente, las diferencias de paisajes y de climas presentes en el territorio chileno, han configurado zonas geográficas definidas que han vivido circunstancias históricas diferentes, lo cual ha favorecido la aparición de diferentes y nuevas creencias y mitos que han enriquecido la mitología de este territorio.

### Poesía popular

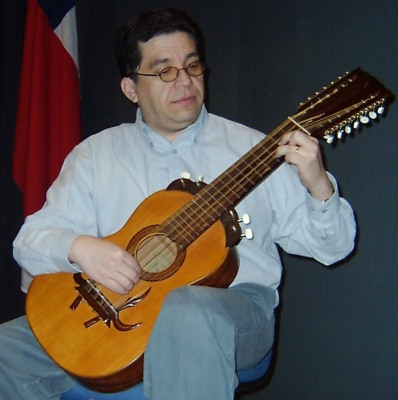
Interpretando guitarrón chileno.

Se denomina Canto a lo Poeta a una antigua tradición musical y literaria de Chile, enmarcada dentro de la poesía popular, y que se encuentra plenamente vigente.
En el folclore chileno del Valle Central de Chile existía, hasta mediados del siglo XX, una rigurosa división de la poesía y música popular según el sexo del intérprete, ostentando cada rama sus propios argumentos, métrica, canto e instrumentos:
- Las cantoras representan la rama femenina y se dedicaban a cultivar formas musicales breves, destacando notablemente la tonada y la cueca, además de la polca y el vals. Las composiciones suelen ser entonces cuartetas octosílabas y el acompañamiento es con el arpa y la guitarra. Los temas de estas piezas solían ser ligeros, alegres, pero con una sutil denuncia, desengaño o ironía si se pone más atención.
- Los cantores se dedicaban a la composición y declamación de piezas más extensas, compuestas en décimas, siendo sus temas o fundamentos el romance (épico), la lírica seria y el canto repentista. El acompañamiento estaba dado por el guitarrón y el rabel. Esta rama es la que constituye el Canto a lo Poeta, dentro del cual se distinguen a su vez las dos grandes divisiones: el Canto a lo Humano y el Canto a lo Divino. Por supuesto, este fenómeno nos hace hundir la raíz de este género en la Edad Media, en el arte de troveros y trovadores.

Esta forma de versificación llegó en la Colonia y se difundió por toda América. En Chile encontramos en dicho período los versos de los sacerdotes López, Morán y Oteiza (dominicos), que ellos usaron para comentar situaciones de la vida cotidiana y de humor. También encontramos los versos del capitán Mujica.
Dentro del Canto a lo Humano, se encuentra lo que en el Cono Sur se conocen como paya o payada, un arte poético musical perteneciente a la cultura hispánica, en el que una persona, el payador, improvisa un recitado en rima acompañado de una guitarra. Cuando la payada es a dúo se denomina «contrapunto» y toma la forma de un duelo cantado, en el que cada payador debe contestar payando las preguntas de su contrincante, para luego pasar a preguntar del mismo modo. Estas payadas a dúo suelen durar horas, a veces días, y terminan cuando uno de los cantores no responde inmediatamente a la pregunta de su contendiente.
Es un arte emparentado con el versolarismo vasco, la regueifa gallega, el trovo alpujarreño y el repentismo cubano. Este tipo de «discusión dialéctica» responde a un patrón que ha estado presente en un gran número de culturas, y forma parte de la tradición asiática, de las culturas griega y romana y de la historia del Mediterráneo musulmán.
La paya es un arte muy popular en la Zona Central de Chile y es parte importantísima de la cultura campesina o huasa. Las estrofas más utilizadas son la cuarteta y la décima. Fue perseguida por las autoridades durante el siglo XIX, y sus letras se conocieron como la «lira popular»
En los años 1950, Santos Rubio, el cantor popular ciego, llevó las payas a las compañías disqueras; durante los siguientes años se publicaron discos y casetes con grabaciones de encuentros de payadores. Durante los años 1990, en Radio Umbral, se mantuvo un programa semanal de payas donde los payadores Pedro Yáñez y Eduardo Peralta respondían a las propuestas y desafíos que el público les pedía telefónicamente.
Regularmente se realizan encuentros de payadores organizados por algunas municipalidades o instituciones sociales donde participan payadores de todo el país. Estas actividades mantienen vigente este arte a las nuevas generaciones.
Liborio Salgado es el payador por excelencia de Chile; de él se dice que payó con el diablo, leyenda que se repite en otros países latinoamericanos: en Argentina se atribuye una anécdota similar a Santos Vega, y en Colombia a Francisco Moscote.
En la Patagonia chilena está presente la cultura gaucha y se paya al estilo de Argentina y Uruguay.